# Église Saint-Étienne de Beaudignies
L'église Saint-Etienne est une église située à Beaudignies, en France.

## Description
Église fortifiée du Moyen Âge. 

Reconstruite en 1823, elle a conservé son donjon, qui est flanqué d'une tourelle ronde à meurtrières.

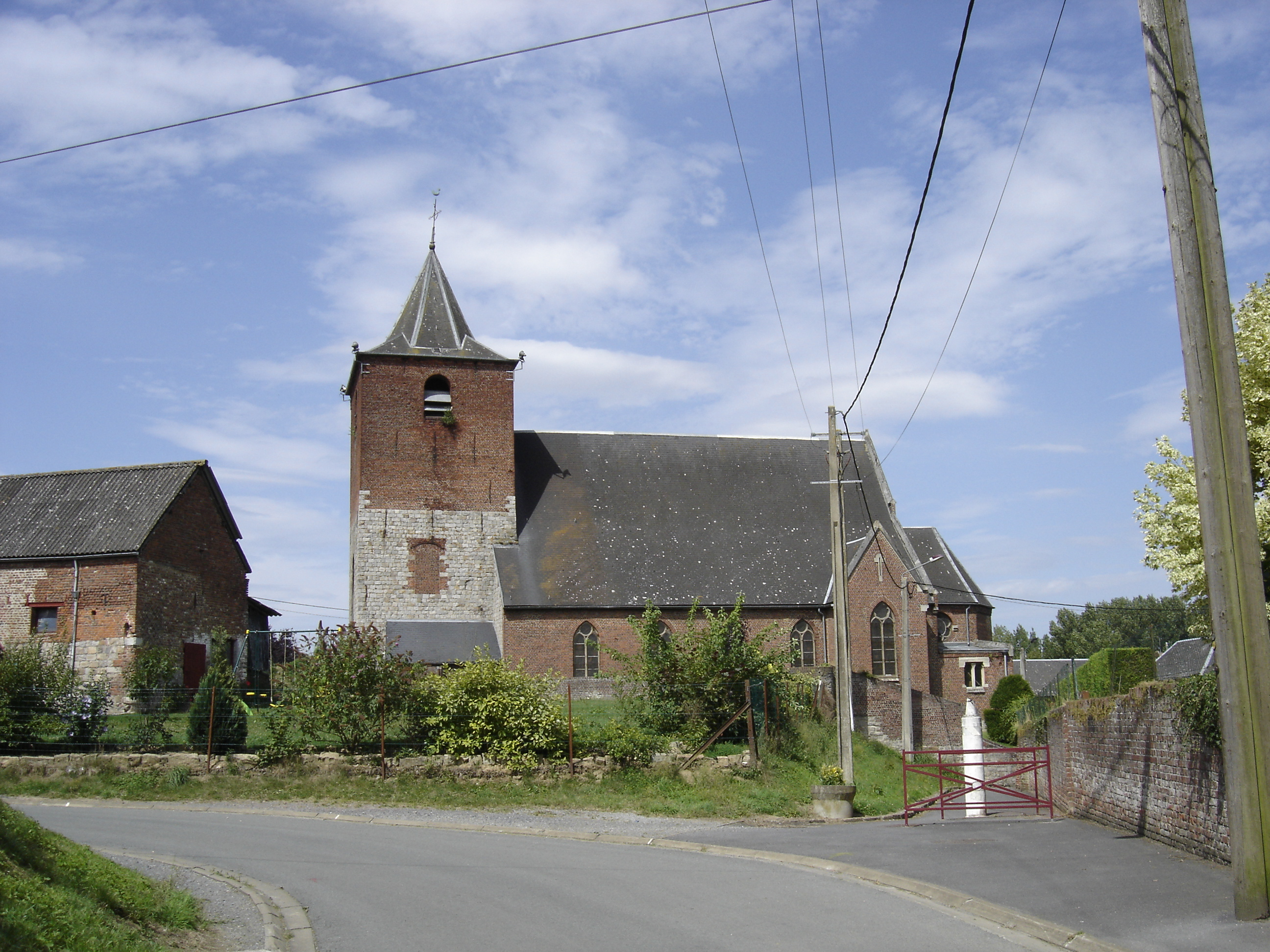
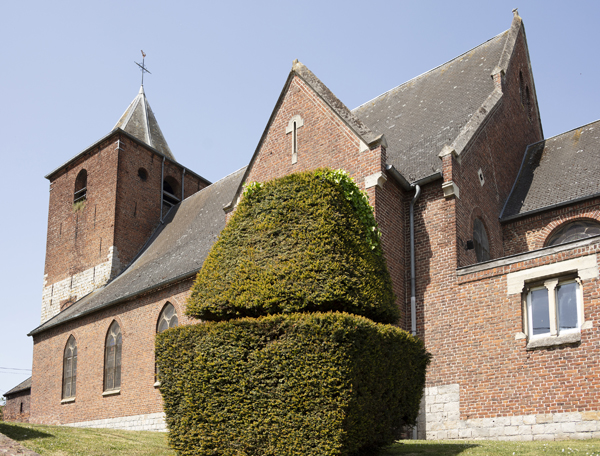
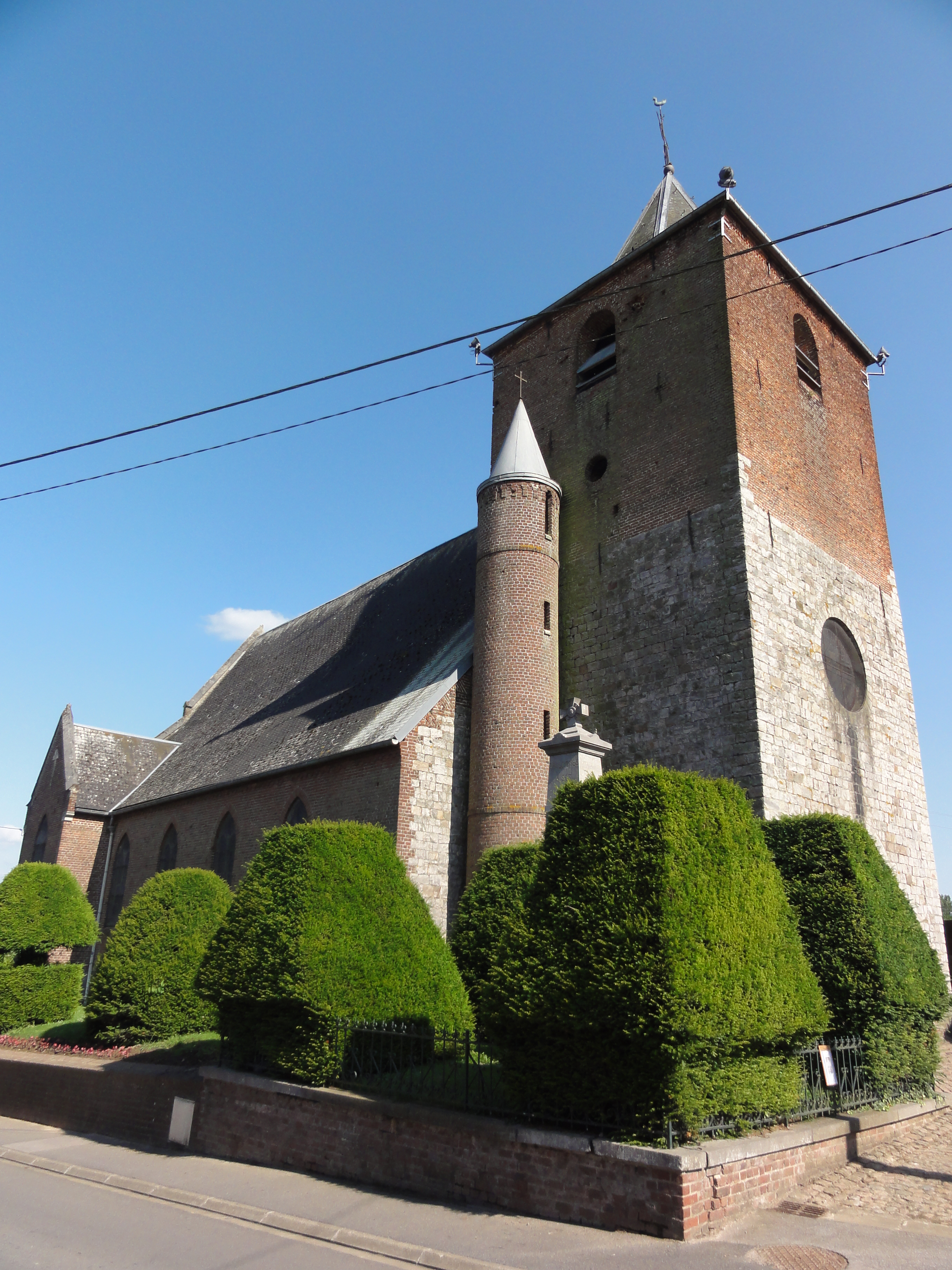
Vue de côté.

## Localisation
L'église est située sur la commune de Beaudignies, dans le département du Nord.